# Тулум (музыкальный инструмент)

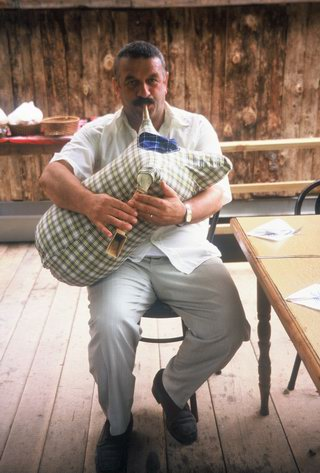
Лаз из Турции играет на тулуме

Тулум ( гуда (лаз. გუდა; арм. Պարկապզուկ паркапзук) — традиционный музыкальный инструмент, похожий на волынку, из черноморского региона Турции. Инструмент популярен среди жителей северо-восточной Анатолии, определяя музыкально-танцевальную составляющую: встречается у понтийских греков (особенно халдийцев[прояснить]), лазов и амшенских армян.

## Название
Слово «тулум» с турецкого языка переводится как «бурдюк».
Некоторые названия этой волынки народов Ближнего Востока:
- Гуда (лаз. გუდა).
- Гудаствири (груз. გუდასტვირი).
- Чибони (Артвин, Аджария, Лазистан).
- Данкийо, Данкио (понтийцы, румеи).
- Паркапзук (арм. Պարկապզուկ).
- Шувур (марийцы).
- Шапар (чуваши).
- Тулум (азербайджанцы, тюрки в целом)[3][4].

## Инструмент
Учёные[какие?] относят время возникновения тулума к начальному периоду появления классового общества. Тулум изготавливается из козьей или бараньей шкуры, дубленной особым способом и размягчённой. В цельной шкурке из четырёх кожных отверстий два туго завязываются; из двух оставшихся отверстий в одно вставляется камышовая или костяная трубка в виде затычки, через которую тулум заполняют воздухом, а к другому отверстию прикрепляют две пары трубок, используемых для игры. На этих трубках, имеющих в длину 260—280 мм, симметрично расположены 7 отверстий. Исполнитель, держа инструмент под левым локтем, слегка надавливает на его наполненный воздухом бурдюк, заставляя воздух проходить сквозь трубки; открывая и закрывая отверстия пальцами обеих рук, он получает звуки желаемой высоты.